# 山本満
山本 満（やまもと みつる、1927年（昭和2年）1月3日 - 2013年（平成25年）1月10日）は、日本の政治学者。専門は国際政治学、国際政治経済学。一橋大学名誉教授。吉野作造賞受賞。

## 略歴
千葉県千葉市生まれ。父・山本猛之助は、革新派弁護士の団体である自由法曹団に所属する弁護士。
旧制水戸高等学校文科乙類を経て、1950年（昭和25年）東京大学経済学部を卒業。
- 株式会社ジャパンタイムズ記者（1950年4月-1964年2月）
- 日本社会党の政治家・江田三郎が政策シンクタンクとして設立した社団法人総合計画研究協会の常務理事（1964年3月-1969年3月）
- 専修大学経済学部助教授（のち教授に昇任）（1965年4月-1976年3月）
- 法政大学法学部教授（1976年4月-1982年3月）
- メキシコ大学院大学（El Colegio de México）客員教授（1979年9月-1980年8月）
- 細谷千博教授の定年退官に先立ち、一橋大学法学部国際関係論講座教授に就任[3]（1982年4月）
- 一橋大学定年退官、一橋大学名誉教授（1990年3月）
- 青山学院大学国際政治経済学部教授（1990年4月-1995年3月）

2013年1月10日、急性心不全のため死去。

## 人物
- 日本外交、国際政治の時事問題について月刊誌等で活発な評論活動を行った。
- 総合計画研究協会時代は、法政大学の松下圭一教授らと共に江田三郎のブレーンを務める[4]。
- 「日中復交・革新外交の次の課題」（『中央公論』1972年12月号）で第8回吉野作造賞を受賞。
- 1983年1月から1984年12月まで、朝日新聞の「論壇時評」を担当した。
- 弟子には日本占領期における在日朝鮮人問題の研究で知られている韓国湖南大学校の金太基（キム・テキ）教授などがいる。金太基は『戦後日本政治と在日朝鮮人問題』(勁草書房、1997年)の「後書き」で、在日朝鮮人問題を研究するようになったのは、山本教授の勧めによるものであったと述懐している。

## 著書

### 単著
- 『英文経済記事の常識』（日本評論新社, 1962年）
- 『国際問題の見方考え方』（三一書房[三一新書], 1964年）
- 『日本の経済外交――その軌跡と転回点』（日本経済新聞社[日経新書], 1973年）
- 『自主外交の幻相』（中公叢書, 1974年）
- 『不毛の言説――国会答弁のなかの日米関係』（ジャパンタイムズ, 1992年）

### 共著
- （飯田経夫ほか）『現代日本経済史：戦後三〇年の歩み（上・下）』（筑摩書房，1976年）

- 「国際関係論：ユートピアニズムとリアリズム」（高島善哉ほか）『社会科学への招待』（日本評論社，1977年）

- （菊地昌典）『北京・新疆紀行――革命と民衆を訪ねて』（筑摩書房, 1978年）
- "El fin del ciclo de posguerra: la política exterior japonesa en la década de 1970," Japón después del milagro, Michitoshi Takabatake et al., Mexico City: El Colegio de México, 1982, pp.7-23.
- 「日・印（英）綿業紛争（一九三三～三四年）」『太平洋・アジア圏の国際経済紛争史：一九二二－一九四五』（細谷千博編、東京大学出版会，1983年）
- 「対外経済政策の展開」『概説アメリカ外交史：政治・経済・軍事戦略の変遷』（有賀貞・宮里政玄編，有斐閣，1983年）
- 「国際経済の組織化と福祉世界」『平和の思想（講座平和学２）』（日本平和学会編集委員会編，早稲田大学出版部，1984年）
- 「〈外圧－反応〉の循環を超えて」『国際関係の変容と日米関係』（細谷千博・有賀貞編，東京大学出版会，1987年）
- 「『南北問題』の新次元」『国際関係（講座政治学５）』（内山秀夫ほか編，三嶺書房，1988年）
- 「見つめ直した『昭和』」『昭和を読む：知識人26氏の人生と考察』（読売新聞社文化部編，読売新聞社，1989年）
- 「国際経済外交の教訓」『現代世界の課題（講座国際政治５）』（有賀貞ほか編，東京大学出版会，1989年）
- "Beyond the Pressure-Response Cycle," The United States & Japan in the Postwar World, Akira Iriye, Warren I. Cohen, eds., Lexington: University Press of Kentucky, 1989, pp. 223-230.
- 「『ブロック化』の亡霊」『新国際政治経済秩序と日米関係』（宮里政玄・臼井久和編著，同文舘出版，1992年）
- 「アメリカの経済と外交」『概説アメリカ外交史［新版］：対外意識と対外政策の変遷』（有賀貞・宮里政玄編，有斐閣，1998年）
- 「冷戦終結と南北問題の再定義」『「国際問題」記念撰集：日本国際問題研究所五〇周年記念』（『国際問題』記念撰集選考委員会編，日本国際問題研究所，2010年）

### 共編著
- （斎藤眞・永井陽之助共編）『戦後資料・日米関係』（日本評論社, 1970年）
- （平和経済計画会議総合政策委員会国際部会著、森田桐郎共編著）『革新的対外政策の構想』（日本評論社, 1972年）
- （太田勝洪・袖井林二郎）『冷戦史資料選――東アジアを中心として』（法政大学出版局, 1982年）

### 訳書
- チェスター・ボールズ『平和と繁栄への新路線』（日本評論新社, 1961年）
- （武者小路公秀・臼井久和編）『転換期世界の理論的枠組みⅠ：国家間関係と政策決定』（共訳）（有信堂高文社，1987年）
- ジェフリー・C・ゴールドファーブ『シニカル社会アメリカ――民主主義をむしばむシニシズムの病理』（ジャパンタイムズ, 1993年）

### 雑誌等掲載の主な論文
- 「市場と国家――経済と政治の楕円モデル」（『国際政治』93号，1990年3月）
- 「黒船シンドローム――日本の外交スタイル」（『NIRA研究報告書　外交・政治スタイルと日米関係』，総合研究開発機構，1995年）
- 「戦後50年（青山学院大学最終講義）」（『青山国際政経論集』35号，1995年）